# Краудер, Луис
Луис Ломелино Краудер (англ. Louis Lomelino Crowder; 5 июля 1907, Спрингфилд, штат Иллинойс — 22 июля 1998, Мэнсфилд, штат Коннектикут) — американский пианист и музыкальный педагог. Отец психолога Роберта Краудера.
Окончил школу искусств Технологического института Карнеги, ученик Зельмара Янсона. Затем продолжил музыкальное образование в Германии, где учился у Эжена д’Альбера и Эгона Петри, и в Париже у Робера Казадезюса. На рубеже 1920-30-х гг. совершил ряд концертных поездок по Европе, вернулся туда с гастролями в Норвегии (1947) и Испании (1953).
По возвращении в США преподавал в колледжах, затем в 1941—1969 гг. профессор фортепиано в Северо-Западном университете. В 1965—1973 гг. заведовал отделением музыки Коннектикутского университета, затем ещё три года преподавал там фортепиано, пока не вышел на пенсию в 1976 году, поселившись сперва на Майорке, а в последние годы жизни в городке Лебанон (округ Нью-Лондон в Коннектикуте). Автор ряда работ педагогического значения, из которых наиболее существенны предисловия к каждому из четырёх томов «Антологии фортепианной музыки» (1971).